# Blankenberg (Mecklenburg)
Blankenberg is een gemeente in de Duitse deelstaat Mecklenburg-Voor-Pommeren, en maakt deel uit van het Landkreis Ludwigslust-Parchim.
Blankenberg telt 382 inwoners.